# Rybák rajský

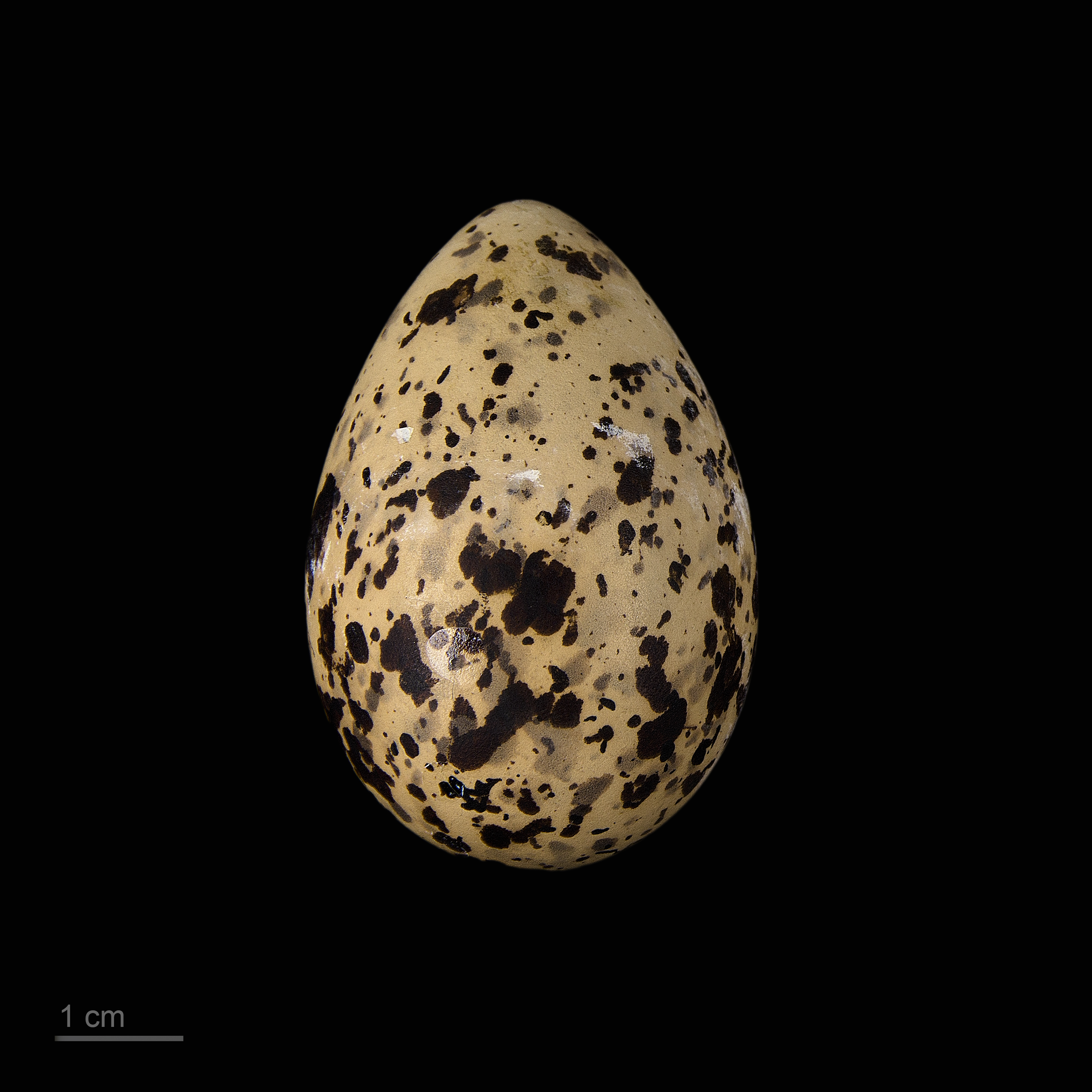
Sterna dougallii dougallii

Rybák rajský (Sterna dougallii) je středně velký druh rybáka, velmi podobný rybáku obecnému. Liší se od něj velmi dlouhým bílým ocasem, delším úzkým zobákem, šedavou spodinou těla a zbarvením křídel: vnitřní ruční letky jsou bílé, bez tmavých špiček, vnější ruční letky jsou tmavé. Hnízdí v tropickém pásu všech světadílů. Jeho areál zasahuje i do Evropy, kde hnízdí především na Britských ostrovech (největší kolonie v Irsku) a v Bretani (Francie), výjimečně zahnízdil také v Dánsku a Německu. Evropské populace jsou tažné, ptáci zimují u pobřeží západní Afriky. Tropické populace jsou stálé. Občas byl pozorován dále mimo hnízdiště, dvakrát byl zjištěn na pobřeží Polska. Přestože je v rámci celého světa považován za málo dotčený (vzhledem k tropickým populacím), evropská populace (1 600 až 1 800 párů, více než polovina na Azorských ostrovech) je považována za ohroženou.